# オスカル・アリアス・サンチェス
オスカル・ラファエル・デ・ヘスス・アリアス・サンチェス（Óscar Rafael de Jesús Arias Sánchez 、1940年9月13日 - ）は、コスタリカの政治家。元大統領（第43・48代）。ラテンアメリカの国家元首として初めてノーベル賞（平和賞）を受賞した。彼はさらにアルベルト・シュバイツァー人道賞の受賞者である。

## 生い立ち
アリアスはエレディア州の裕福な家庭に生まれる。首都のサンホセで教育を終えた後、医学を学ぶためボストン大学に入学する。しかしまもなく帰国し、コスタリカ大学で法律と経済学を学ぶ。1967年にイギリスに渡り、ロンドン・スクール・オブ・エコノミクスに入学する。彼は1974年にエセックス大学から政治学の博士号を受け取る。彼は50以上の名誉学位を受け取り、その中にはハーバード大学、プリンストン大学、ダートマス大学、オベリン大学、セントルイス・ワシントン大学が含まれる。

## 第1期大統領職
- 1986年、積極的永世非武装中立宣言を発表したアルベルト・モンへ大統領の後をうけ、国民解放党（PLN）より大統領に就任。 Día de la Abolición del Ejército (Military abolition day, 軍備全廃の日) を宣言（法案 #8115）
- 1987年、中米和平合意成立の功績によりノーベル平和賞を受賞。
- 1990年、大統領職退任
- 1994年、私費で財団を創設。

## 第2期大統領職
- 2006年2月に行われた大統領選挙で市民行動党(PAC)のソリス候補を僅差で破り勝利した.
- 2006年5月8日、大統領就任
- 2009年8月11日新型インフルエンザに感染。国家元首としては初であった。[1]
- 2010年5月8日任期満了

## 発言
2007年6月にコスタリカ共和国は中国と国交樹立すると同時に台湾と断交した。これについてアリアス大統領は
- 「決断すべき時だった。中国は、われわれが無視することができない現実だ」とAFP通信などに語っている。
- しかし地元ラジオでは「台湾の資金提供額が少なかったから乗り換えた」と明言している。[2]

## セクハラ問題
2019年2月、セクハラ行為があったとして女性2名から告発された。一人は精神科医で反核運動家の女性で、軍縮に関するインタビューをした際に、背後から胸を触られ手を入れられたというもので、もう一人は人権NGO団体ヒューマン・ライツ・ウォッチの職員エマ・ダイリーで、大統領時代の1990年に面会した際、突然胸を触られ「君はブラをしてないね」と言われるなどしたと訴えている。この二人のほかにも元ミス・コスタリカが胸を触られキスをされたと告訴したのをはじめ、複数の女性が被害を訴え出ている。アリアスは否定している。